# 利刃 (爆炸反应装甲)
利刃（烏克蘭語：Ніж，羅馬化：Nizh）——安装于乌克兰本土生产的装甲车辆的第三代爆炸反应装甲。可保护战车免受穿甲弹、高爆弹和爆炸成型穿甲弹的伤害。由乌克兰国家科学院、KhKBM、帕通电焊研究所和微技公司合作开发。2003年被乌克兰军队接受。

## 简介
与同类爆炸反应装甲间的主要区别在于，利刃通过模块内装药的爆炸效果破坏来袭的穿甲弹或高爆弹体本身的装药，或干扰其稳定，从而达到防御效果。而国外竞品大多采用向投射物来袭方向“扔盘子”的原理。使用平面累积射流破坏攻击弹药，使其偏离原来的弹道并增大反射角，从而减少对装甲的穿深，具有许多优点——反应速度快、高效、可靠性、易于实现，以及在垂直接触炮弹时提供同等的保护等。而利刃的特点是，在激活后，攻击弹药的爆炸能量不会转移到不参与防御的装甲块中。
坦克和轻型战车安装利刃的爆炸反应装甲模块可选择内置或挂载两种方式。
利刃爆炸反应装甲模块KhSChKV-34和KhSChKV-19被设计为平行六面体的形式，尺寸为250x125x36毫米或250x125x26毫米，重量分别为2.8公斤和2.1公斤，内部安装7个装甲元件利刃。装甲元件基于己烷制成。KhShKV-34模块用于保护坦克车体和炮塔正面。KhShKV-19模块用于保护坦克炮塔的上部。
利刃爆炸反应装甲与接触-1使用相同的模块外壳，因此并不总能通过外观区分它们。

## 工作原理
当来袭投射物（穿甲弹、动能射弹或爆炸成型弹）接近利刃时，其中一个模块内的装药被触发，并作用于来袭投射物。
触发的结果是，投射物的散射伴随着稀疏波以圆弧形式从装药外表面传至其中心。当聚能凹槽和装药圆柱壳的稀疏波相交时，形成一个将装药分成两部分的屏障。聚能凹槽靠近投射物的部分激发利刃模块的细长圆柱形装药形成累积射流。装药的剩余部分导致投射物沿着与累积射流相反的方向飞离。
累积射流和装药爆炸物将弹药摧毁成单独的碎片并改变其飞行路径。作为反制手段的一部分，这些装药会被连环触发，从而产生持续效应。

## 特征
- 小型武器射击时安全。
- 碎片和点火混合物不会引起爆炸。
- 与内置式爆炸反应装甲4S20（英语：Kontakt-1）或4S22（俄制）元件的互换比为1:2。
- 效率是原先的1.8-2.7倍（与4S22相比）。

主要爆炸反应装甲特性比较
|                    | 接触-1                                 | Super Blazer     | 反应-III | 接触-5                                         | Relikt                                     | 利刃                     |
| ------------------ | -------------------------------------- | ---------------- | -------- | ---------------------------------------------- | ------------------------------------------ | ------------------------ |
| 开发商             | NDI钢铁                                | 拉斐尔           | 北方工业 | NDI钢铁                                        | NDI钢铁                                    | 微技                     |
| 防护类型           | HEAT                                   | HEAT             | HEAT     | 全功能                                         | 全功能                                     | 全功能                   |
| 与串联弹头相互作用 | 否                                     | 否               | 是       | 否                                             | 是                                         | 是                       |
| 作用原理           | 板弹出                                 | 板弹出           | 板弹出   | 板弹出 / 与表面的相互作用                      | 板弹出 / 与表面的相互作用                  | 穿甲弹与爆炸物的定向冲击 |
| 反制HEAT成功率     | 50-80%（最高500mm）                    | 30-60%           | 70%      | 50-80%                                         | -90%                                       | -90%                     |
| 反制穿甲弹成功率   | 无                                     | 无               | 无       | >20%                                           | >50%                                       | >90%                     |
| 反制爆炸成型穿甲弹 | 否                                     | 否               | 否       | 否                                             | 否                                         | 是                       |
| 可用于轻型战车     | 否                                     | 否               | 否       | 否                                             | 否                                         | 是                       |
| 安装方式           | 挂载                                   | 挂载             | 挂载     | 分段                                           | 分段                                       | 模块化                   |
| 安装的战车         | T-64BV，T-80BV，T-72B，T-55AMV，T-62MV | M60，M48，百夫长 | 59式     | T-90A/A/SA，T-72 (1989)，T-72BA，T-72B3，T-80U | T-72B2“弹弓”，BMPT，T-90M(AM, SM)，T-72B3M | T-64BM布拉特，BM“堡垒”   |

## 衍生型
- 利刃——首个型号。
- 利刃-1M——一种爆炸反应装甲，基于HKChPWSH元件。这套系统为坦克提供可靠的防护，抵御RPG/SPG手榴弹（有效防御率高达90%）、成型装药和穿甲弹（高达80%）、单发反坦克导弹（高达70%）和爆炸成型穿甲弹（英语：Explosively formed penetrator）（高达40%）。[4]
- 利刃-L——针对轻型装甲车辆的改进行和。提供针对单兵反坦克榴弹、单兵反坦克导弹及爆炸成型类弹药（英语：Explosively formed penetrator）的防护。此外还可防护12.7mm口径穿甲弹在250m的距离和7.62mm口径穿甲弹在50m的距离下的射击。利刃-L每m²质量为200-250公斤。[5]
- 利刃-LM——一种基于HKChPWSH元件的爆炸反应装甲，适用于轻型装甲车辆。[6]
- 球拍（羅馬化：Raketka，直译：「球拍」）——改进型。提供针对单兵反坦克榴弹、单兵反坦克导弹及爆炸成型类弹药（英语：Explosively formed penetrator）的防护。还可防护7.62mm、12.7mm和14.5mm口径的B32型穿甲弹。每m²质量为300-350公斤。[5]
- 双刃-2M（羅馬化：Duplet）——用于乌克兰生产的坦克的第三代模块化串联爆炸反应装甲。利刃的现代化型号。特殊的串联元件布局可提供针对串联装药射弹的防护。[7]
- 盾牌（羅馬化：Shchyt）——此型号是研究和开发工作的结果。装备T-80、T-72和T-64坦克，对应型号分别为盾牌-80、盾牌-72和盾牌-64。基于利刃开发，但具有许多不同的特征。相应的模块已安装于2017年8月推出的T-72AMT。[8]

## 使用方

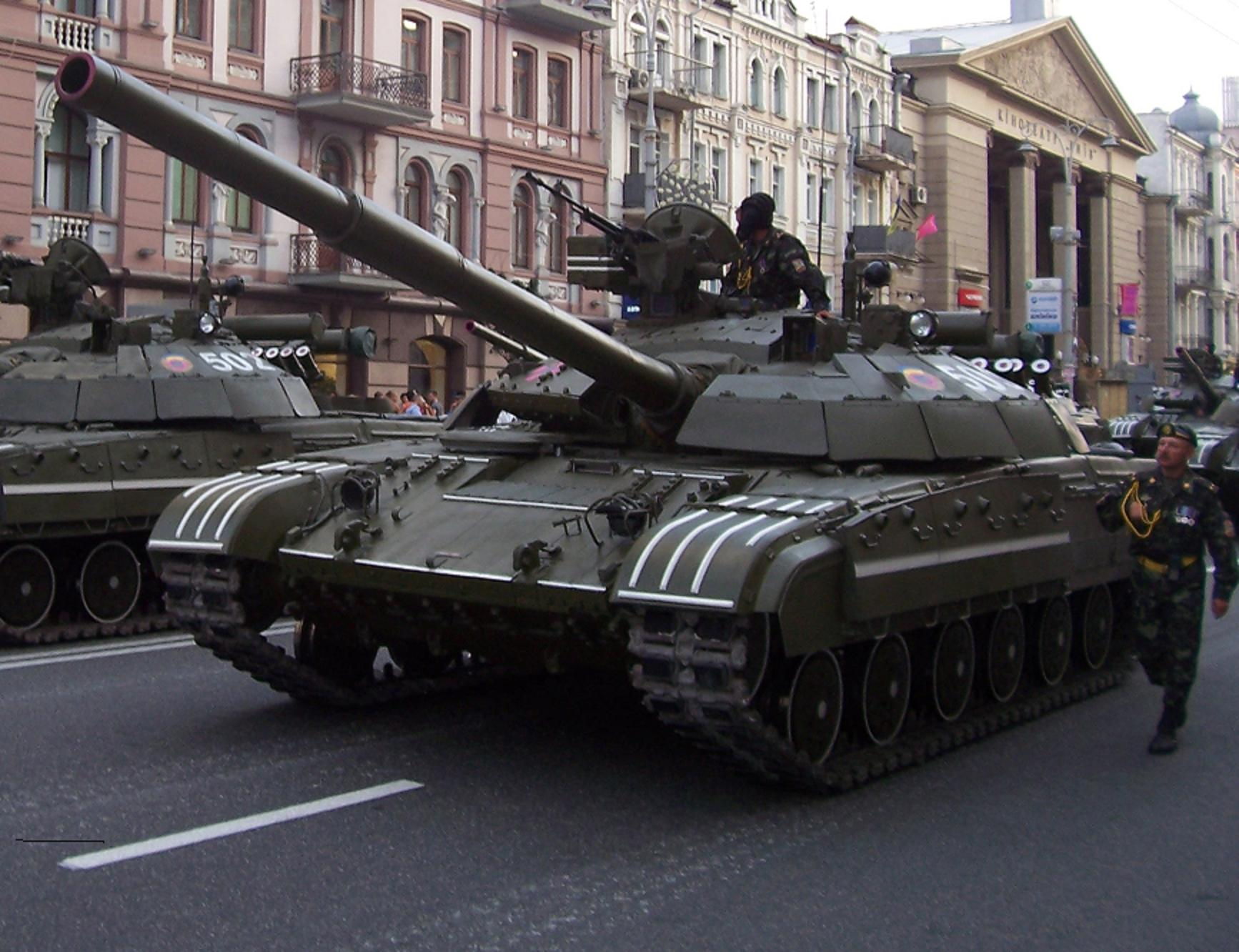
装备利刃的T-64BM“布拉特”

- 乌克兰——截至2011年底，乌克兰武装部队接收了76辆配备利刃ERA的T-64BM“布拉特”坦克。大多数“布拉特”都由驻扎在切尔尼戈夫州洪恰里夫斯克村的第8军第1坦克旅使用。少量被运往代斯纳的陆军第169训练中心（英语：169th Training Centre (Ukraine)）和酋长彼得·萨海达奇尼国家地面部队学院（英语：Hetman Petro Sahaidachnyi National Ground Forces Academy）。
- 泰國——2011年9月1日，乌克兰与泰国签署了向泰方供应49辆配备利刃ERA的堡垒-M坦克的合同。[9]2014年2月4日，首批5辆BM堡垒坦克列装泰国皇家军队。[10]
- 衣索比亞——2011年，乌克兰与埃塞俄比亚签署了向埃方供应200辆T-72B坦克的合同，坦克将升级至T-72UA1级别，包括配备新型发动机、制导武器系统和利刃ERA。
- 美国——2003年，美国购买了3辆T-80UD坦克，配备利刃ERA，在马里兰州阿伯丁试验场进行评估和测试。[11]

## 战斗记录

### 俄乌战争
在顿巴斯战争期间，第1坦克旅安装了利刃ERA的T-64BM“布拉特”坦克参加了战斗。RPG-7火箭发射器、风暴和低音管反坦克导弹直接命中后未造成重大损伤。

## 相关词条
- 双刃 (爆炸反应装甲)
- 爆炸反应装甲
- 装甲

## 引文
1. ↑  . 2014-09-29  [2024-10-12]. （原始内容存档于2025-01-21） （俄语）.
2. 1 2  .   [2024-10-12] （俄语）.
3. ↑  . 军事.   [2024-05-20]. （原始内容存档于2024-05-20） （乌克兰语）.
4. ↑  . 微技.   [2024-10-12]. （原始内容存档于2024-12-01）.
5. 1 2   (PDF).   [2024-10-12]. （原始内容存档 (PDF)于2024-11-30）.
6. ↑  . 微技.   [2024-10-12]. （原始内容存档于2025-01-19）.
7. ↑  . 微技.   [2024-10-12]. （原始内容存档于2024-12-01）.
8. ↑  . Оборонно-промисловий кур'єр. 2018-05-02  [2024-10-12]. （原始内容存档于2018-05-16）.
9. ↑  . 2011-09-02  [2024-10-12]. （原始内容存档于2025-01-26） （乌克兰语）.
10. ↑  . 2014-02-05  [2024-10-12]. （原始内容存档于2014-11-10） （俄语）.
11. ↑  . Народний Оглядач. 2003-11-29  [2024-10-12]. （原始内容存档于2024-11-30） （乌克兰语）.
12. ↑  . Censor.NET. 2014-07-01 （英语）.